# Eva Šuranová
Eva Šuranová, rozená Kucmanová (24. dubna 1946 Ózd, Maďarsko – 31. prosince 2016) byla československá atletka slovenské národnosti, která se věnovala skoku do dálky.
V roce 1969 skončila sedmá na mistrovství Evropy v Athénách. Reprezentovala na letních olympijských hrách v Mnichově 1972, kde vybojovala bronzovou medaili. Její nejdelší pokus měřil 667 cm. Olympijské zlato získala Heide Rosendahlová, která skočila o 11 cm dál. Z mistrovství Evropy v Římě 1974 si odvezla stříbrnou medaili. Zúčastnila se také letní olympiády v Montrealu 1976, kde však v kvalifikaci nezaznamenala platný pokus.
Od podzimu 2016 měla vážné zdravotní problémy, kterým podlehla v nemocnici dne 31. prosince 2016.

## Domácí tituly
- skok daleký (dráha) - (8x - 1965 - 69, 1972, 1974, 1975)

Pod otevřeným nebem přidala k osmi titulům v dálce také v roce 1967 titul v pětiboji. Dále se stala mistryní v běhu na 100 metrů překážek (1968, 1969) a v běhu na 100 metrů (1975).